# حطام قطار
حادث القطار أو حطام القطار هو نوع من الكوارث التي تنطوي على قطار أو أكثر. غالبًا ما تحدث حوادث القطارات نتيجة لسوء تقدير أو أهمال أو عدم تواصل، كما يحدث عندما يلتقي قطار متحرك بقطار آخر على نفس المسار، أو عندما تخرج عجلات القطار عن المسار أو عندما يحدث انفجار في غلاية. غالبًا ما يتم تغطية حوادث القطارات على نطاق واسع في وسائل الإعلام الشعبية وفي التراث الشعبي. يُطلق على التصادم المباشر بين قطارين بالعامية في الولايات المتحدة الأمريكية اسم "التقاء حقول الذرة".

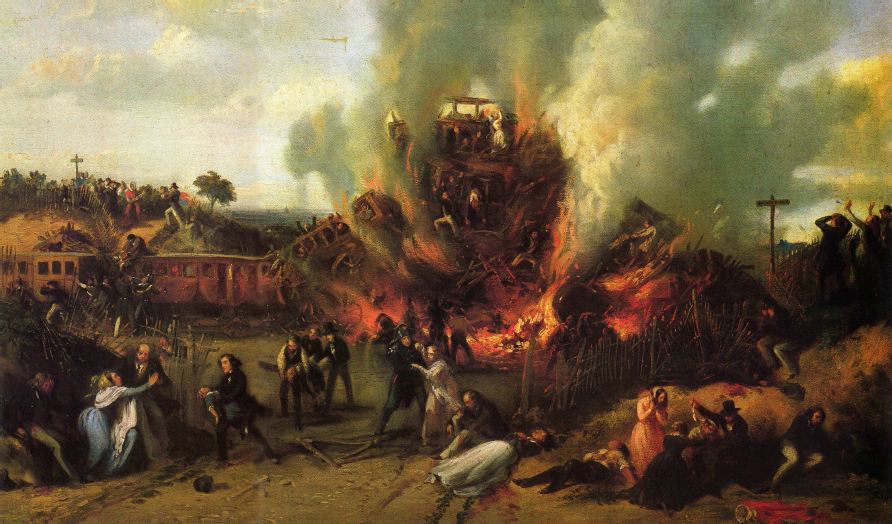
حادث سكة حديد فرساي في عام 1842، وقُتل 57 شخصًا

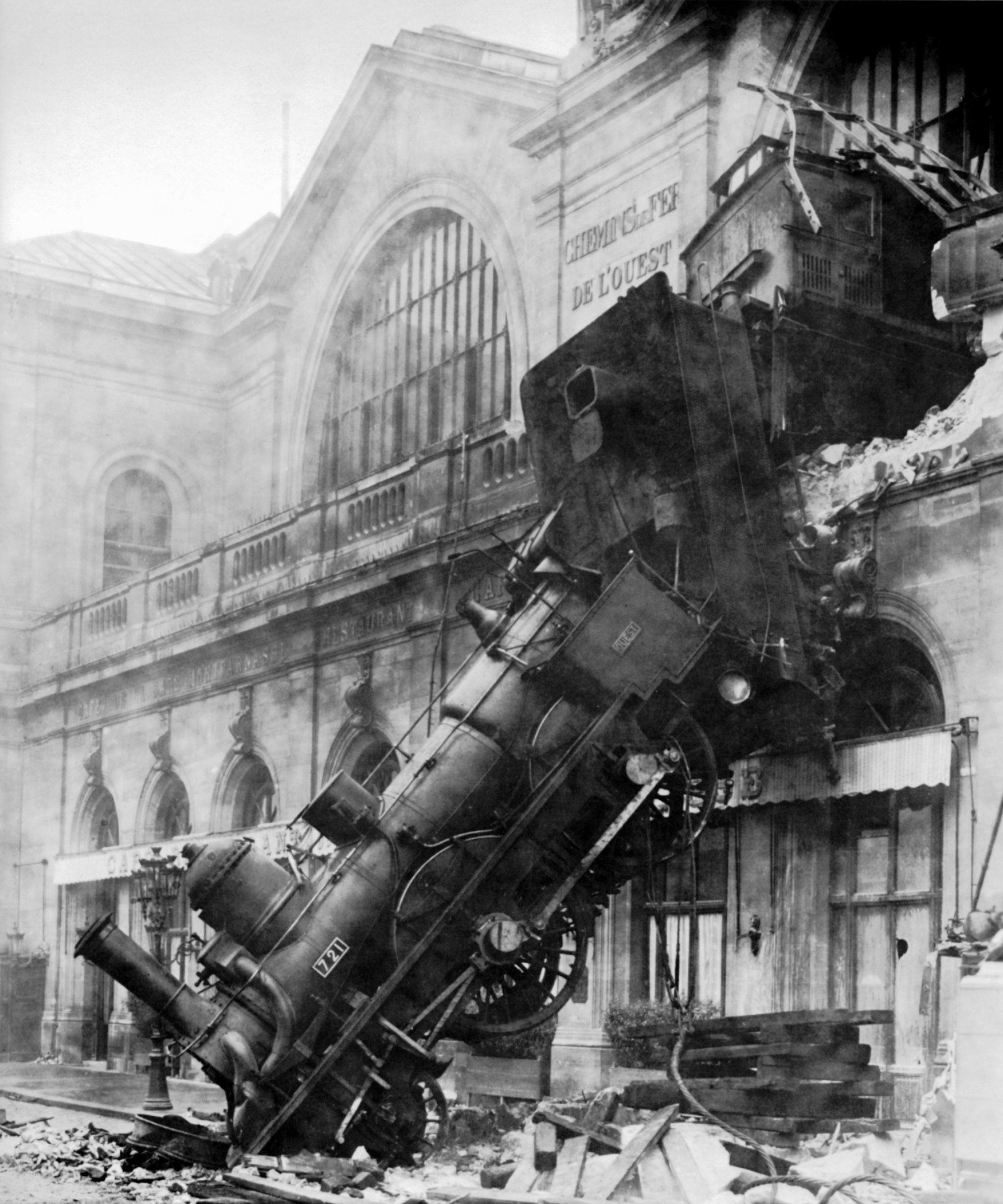
انحراف قطار مونبارناس عن مساره وسقوط قتيل واحد في باريس، عام 1895

يعتبر دراسة حوادث السكك الحديدية، من حيث السبب والنتيجة على حد سواء، وسيلة مساعدة قيّمة في دراسة حوادث السكك الحديدية (وغيرها) للمساعدة في منع وقوع حوادث مماثلة في المستقبل. وقد أدى التحقيق المنهجي لأكثر من 150 عاماً إلى توفر سجل السلامة الممتاز للسكك الحديدية (مقارنةً بالنقل البري على سبيل المثال). اقترح لودفيغ فون ستوكيرت (1913) تصنيف الحوادث حسب آثارها (عواقبها)؛ على سبيل المثال التصادم المباشر، والتصادم من الخلف، والخروج عن مسار السكة. واقترح شنايدر وماس (1968) تصنيفاً إضافياً حسب الأسباب؛ مثل أخطاء السائق، وأخطاء رجال الإشارات، والأعطال الآلية في المركبة. وقد تم إجراء تصنيفات مماثلة ضمنياً في كتب سابقة مثل رولت (1956)، لكن تصنيف ستوكيرت وشنايدر وماس أكثر منهجية واكتمالاً. مع تغييرات طفيفة، فهي تمثل أفضل المعلومات المتاحة.

## تصنيف حوادث السكك الحديدية حسب الآثار
تختلف أنواع الحوادث حسب طبيعة الحادث وسبب التصادمات مصنفة كالآتي:
- التصادمات:
  - التصادمات مع القطارات:
    - التصادم المباشر.
    - التصادم من الخلف.
    - التصادم المائل.

  - التصادمات مع حواجز التوقف (تجاوز نهاية السكة).
  - التصادمات مع عوائق على السكة (قد تتسبب أيضًا في خروج القطار عن مساره):
    - التصادم مع الانهيارات الأرضية (في القطع).
- الخروج عن المسار:
  - حسب الموقع:
    - مسار مسطح.
    - المنحنيات.
    - التقاطعات.
- أخرى:
  - الحرائق والانفجارات وانبعاث المواد الكيميائية الخطرة (بما في ذلك التخريب/الإرهاب)
  - سقوط الأشخاص من القطارات، والاصطدام بأشخاص على القضبان
  - الهجوم أو إطلاق النار أو التفجير على متن قطار.

## تصنيف حوادث السكك الحديدية حسب الأسباب
- أخطاء السائقين:
  - إشارات التجاوز في حالة الخطر.
  - السرعة الزائدة.
  - سوء استخدام المحرك (مثل انفجار الغلايات).
  - عدم فحص الفرامل وأنظمة السلامة واحتياطي الرمال.
  - عدم التوقف في المواقف المطلوبة، مثل تقاطعات السكك ذات المعدات المعيبة أو حركات التحويل المؤدية إلى مسارات مزدحمة.
- أخطاء فنيي الإشارات:
  - السماح لقطارين بالدخول إلى نفس القسم المزدحم.
  - التشغيل الخاطئ للإشارات أو نقاط التحويلات أو معدات الإشارة.
- عطل ميكانيكي في العربات أو القاطرات:
  - سوء التصميم.
  - سوء الصيانة.
  - أضرار غير مكتشفة.
  - حمولة زائدة أو حمولة غير مؤمنة بشكل كافٍ.
  - حريق ينبعث من محركات الاحتراق، أو الكابلات الكهربائية، أو المعدات، أو تسرب الوقود أو زيت التبريد.
- عطل في الهندسة المدنية:
  - أعطال في المسارات (خط السكة الدائمة).
  - انهيارات الجسور والأنفاق.
  - سوء تصميم المسارات أو التقاطعات للسكة.
- بسبب أفعال الآخرين:
  - موظفو السكك الحديدية الآخرون (عمال النقل، الحمالون، عمال الصيانة، إلخ).
  - غير موظفي السكك الحديدية.
  - حوادث عرضية.
  - عرقلة المسار عن طريق الخطأ، مثلاً باستخدام مركبات الطرق أو مركبات البناء العاملة
  - سبب متعمد (التخريب، الإرهاب، الانتحار، الابتزاز، التدمير).[2] قد يقوم الأشخاص بكسر، أو وضع شيء ما على السكة، أو ضبط المفتاح عمداً على مسار تصادم، أو تدمير المسارات، وهذا ما يُسمى تخريب السكك الحديدية.[3]
  - عرقلة المسار عن عمد، مثلاً باستخدام مركبات الطرق أو الأشياء الثقيلة.
  - التخريب المتعمد للبنية التحتية مثل المسارات أو النقاط أو الإشارات.
  - إساءة استخدام معابر السكك الحديدية.
  - التعدي على ممتلكات الآخرين.
  - هجوم.
  - شغب.
- أسباب طبيعية:
  - عرقلة المسار أو تلفه بسبب الانهيارات الأرضية، والانهيارات الجليدية، والفيضانات، والأشجار.
  - الضباب أو الثلج الذي يحجب الإشارات أو موقع القطار الحالي.
  - أوراق الشجر المبللة (أو بقاياها) التي تجعل المسارات زلقة.
- العوامل المساعدة لحصول الحادث:
  - قوة العربات أو القاطرات.
  - مخاطر الحرائق أو المواد الخطرة في القطار، أو في المركبات المارة أو في المناطق المجاورة
  - فعالية الفرامل أو آلية التوقف.
  - عدم كفاية القواعد أو القوانين.